# Cássia-imperial

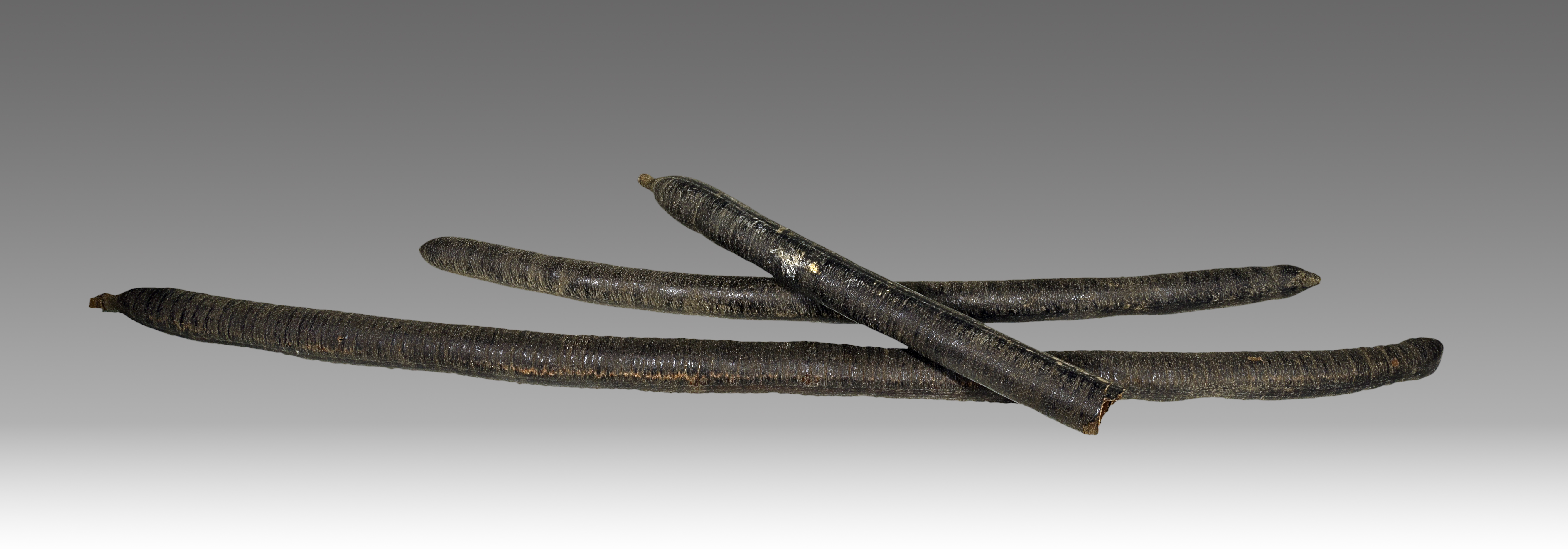
Frutas

A cássia-imperial (Cassia fistula, L.),  também conhecida como Chuva de Ouro ou Cássia Fístula (ou também mas erroneamente como canafístula (Peltophorum dubium)), é uma árvore da família das fabáceas, subfamília Caesalpinioideae, com origem no Sudeste da Ásia.
É uma árvore de crescimento rápido, que atinge um porte de 5 metros de altura, para 4 metros de diâmetro da copa arredondada. As folhas são pequenas e caducas. A floração decorre entre dezembro e abril e origina flores amareladas. A frutificação é do tipo vagem e decorre de setembro a novembro. É uma planta resistente ao frio.
A cássia-imperial é cultivada como árvore ornamental em climas tropicais a subtropicais.
A espécie foi descrita por Lineu e publicada em Species Plantarum 1: 377–378. 1753.